# Richard Scarry
Richard Scarry, född 5 juni 1919 i Boston, död 30 april 1994, var amerikansk författare och illustratör.
Scarry är upphovsman till över 300 barnböcker, bland annat de om Familjen Katt och Familjen Gris som bor i Sysselstad (Busytown på originalspråket). Dessa verk brukar för övrigt benämnas "Busytown-böckerna". I tidiga upplagor översattes dock Busytown till Sysselbo. Scarrys figurer var nästan alltid djur som utförde mänskliga sysslor iklädda mänskliga kläder. Värt att notera är att miljöer och handling i Busytownböckerna inte är särskilt typiskt amerikanska, snarare centraleuropeiska, vilket beror på att Scarry under lång tid bodde i Gstaad i Schweiz. 
I mitten av 1990-talet gjorde CINAR Animation en tecknad TV-serie, kallad Richard Scarrys äventyrsvärld, som bygger på karaktärer och animationer från Busytown-böckerna.
Scarrys böcker är ofta i formatet vimmelböcker (det vill säga, det vimlar av figurer på varje sida), anpassade för hjälp i språkinlärningen.

## Verk (urval)
- Här var det mera bilar (Cars and trucks) (svensk text: Erna och Gösta Knutsson, Folket i bild, 1960)
- Allting runt omkring: bilder med ord på svenska och engelska (Best word book ever) (översättning Karin Nyman, Rabén & Sjögren, 1966)
- Vad gör folk hela dagarna? (What do People do All Day?) (översättning Gallie Eng-Jacucci, Rabén & Sjögren, 1969)
- Engelsk ordbok: över 2500 ord förklaras i roliga berättelser och på över 1000 färgbilder (Storybook Dictionary) (svensk bearbetning: Lars Rodny, Rabén & Sjögren, 1977)
- Vad gör dom i skolan? (förkortad svensk översättning av Great Big Schoolhouse) (översättning Gallie Eng, Rabén och Sjögren, 1980)
- Bilar och traktorer och annat som rullar (Cars and Trucks and Things That Go) (översättning Gallie Eng, Rabén & Sjögren, 1984)
- Den stora Richard Scarry-boken (Svensk samling med tolv böcker av Scarry) (översättning Annika Sternö Anderberg, Globe Förlaget, 2010)